# Neocoenorhinidius cribrum
Neocoenorhinidius cribrum – gatunek chrząszcza z rodziny tutkarzowatych i podrodziny Rhynchitinae.
Gatunek ten został opisany w 1875 roku przez Jules Desbrochersa des Logesa jako Rhynchites cribrum.
Ciało czarne z silnym niebieskawym lub fioletowawym połyskiem, mniej niż 3 mm długie. Głowa prawie stożkowata, wydłużona, o słabo wypukłych oczach i spłaszczonym na wierzchołku ryjku. Punkty na przedpleczu i pokrywach grube, większe niż odległości między nimi. Owłosienie sterczące.
Znajdowany zwykle na dębach i różnych roślinach jednorocznych.
Chrząszcz palearktyczny, znany z Bośni i Hercegowiny, Francji, Włoch, Grecji, Syrii i Izraela.
Wyróżnia się 2 podgatunki:
- Neocoenorhinidius cribrum cribrum (Desbrochers, 1875)
- Neocoenorhinidius cribrum italicus (Voss 1929)